# Libanon op de Olympische Zomerspelen 2012
Libanon nam deel aan de Olympische Zomerspelen 2012 in Londen, Verenigd Koninkrijk.

## Deelnemers en resultaten
(m) = mannen, (v) = vrouwen

### Atletiek
| Olympiër         | Onderdeel       | Resultaat | Prestatie              |
| ---------------- | --------------- | --------- | ---------------------- |
| Ahmad Hazer      | 110m horden (m) | 45e       | serie 4: 9de in 14,82  |
|                  |                 |           |                        |
| Gretta Taslakian | 200m (v)        | 50e       | serie 3: 8ste in 24,49 |

### Judo
De enige deelnemer in het judo nam deel op uitnodiging van de Olympische tripartitecommissie.
| Olympiër      | Onderdeel | Resultaat | Prestatie                                 |
| ------------- | --------- | --------- | ----------------------------------------- |
| Caren Chammas | -63kg (v) | 17e       | 1ste ronde: V van NED Willeboordse: ippon |

### Schermen
| Olympiër    | Onderdeel  | Resultaat | Prestatie                                                                   |
| ----------- | ---------- | --------- | --------------------------------------------------------------------------- |
| Zain Shaito | floret (m) | 37e       | 1ste ronde: V van CHN Zhu: 2-15                                             |
|             |            |           |                                                                             |
| Mona Shaito | floret (v) | 32e       | 1ste ronde: W van EGY Elgammal: 7-6 2de ronde: V van ITA di Francisca: 2-15 |

### Schietsport
| Olympiër   | Onderdeel | Resultaat | Prestatie                                   |
| ---------- | --------- | --------- | ------------------------------------------- |
| Ray Bassil | trap (v)  | 18e       | kwalificatie: 18de met 64 punten (22-22-20) |

### Taekwondo
| Olympiër     | Onderdeel | Resultaat | Prestatie                                                         |
| ------------ | --------- | --------- | ----------------------------------------------------------------- |
| Andrea Paoli | -57kg (v) | 9e        | voorronde: W van CUB Munoz: 4-2 kwartfinale: V van TPE Tseng: 2-5 |

### Tafeltennis
| Olympiër                 | Onderdeel     | Resultaat | Prestatie                                                  |
| ------------------------ | ------------- | --------- | ---------------------------------------------------------- |
| Tvin Carole Moumjoghlian | enkelspel (v) | 65e       | voorronde: V van CMR Hanffou: 0-4 (6-11, 4-11, 6-11, 2-11) |

### Zwemmen
| Olympiër          | Onderdeel           | Resultaat | Prestatie               |
| ----------------- | ------------------- | --------- | ----------------------- |
| Wael Koubrosli    | 100m schoolslag (m) | 44e       | serie 1: 4de in 1.07,06 |
|                   |                     |           |                         |
| Cathia Bachrouche | 800m vrije slag (v) | 19e       | serie 2: 2de in 8.35,88 |

Afghanistan · Albanië · Algerije · Amerikaanse Maagdeneilanden · Amerikaans-Samoa · Andorra · Angola · Antigua en Barbuda · Argentinië · Armenië · Aruba · Australië · Azerbeidzjan · Bahama's · Bahrein · Bangladesh · Barbados · België · Belize · Benin · Bermuda · Bhutan · Bolivia · Bosnië en Herzegovina · Botswana · Brazilië · Britse Maagdeneilanden · Brunei · Bulgarije · Burkina Faso · Burundi · Cambodja · Canada · Centraal-Afrikaanse Republiek · Chili · China · Chinees Taipei · Colombia · Comoren · Congo-Brazzaville · Congo-Kinshasa · Cookeilanden · Costa Rica · Cuba · Cyprus · Denemarken · Djibouti · Dominica · Dominicaanse Republiek · Duitsland · Ecuador · Egypte · El Salvador · Equatoriaal-Guinea · Eritrea · Estland · Ethiopië · Fiji · Filipijnen · Finland · Frankrijk · Gabon · Gambia · Georgië · Ghana · Grenada · Griekenland · Groot-Brittannië · Guam · Guatemala · Guinee · Guinee‑Bissau · Guyana · Haïti · Honduras · Hongarije · Hongkong · Ierland · IJsland · India · Indonesië · Irak · Iran · Israël · Italië · Ivoorkust · Jamaica · Japan · Jemen · Jordanië · Kaaimaneilanden · Kaapverdië · Kameroen · Kazachstan · Kenia · Kirgizië · Kiribati · Koeweit · Kroatië · Laos · Lesotho · Letland · Libanon · Liberia · Libië · Liechtenstein · Litouwen · Luxemburg · Macedonië · Madagaskar · Malawi · Maldiven · Maleisië · Mali · Malta · Marshalleilanden · Marokko · Mauritanië · Mauritius · Mexico · Micronesië · Moldavië · Monaco · Mongolië · Montenegro · Mozambique · Myanmar · Namibië · Nauru · Nederland · Nepal · Nicaragua · Nieuw-Zeeland · Niger · Nigeria · Noord-Korea · Noorwegen · Oeganda · Oekraïne · Oezbekistan · Oman · Oostenrijk · Oost-Timor · Pakistan · Palau · Palestina · Panama · Papoea-Nieuw-Guinea · Paraguay · Peru · Polen · Portugal · Puerto Rico · Qatar · Roemenië · Rusland · Rwanda · Saint Kitts en Nevis · Saint Lucia · Saint Vincent en Grenadines · Salomonseilanden · Samoa · San Marino · Sao Tomé en Principe · Saoedi-Arabië · Senegal · Servië · Seychellen · Sierra Leone · Singapore · Slovenië · Slowakije · Soedan · Somalië · Spanje · Sri Lanka · Suriname · Swaziland · Syrië · Tadzjikistan · Tanzania · Thailand · Togo · Tonga · Trinidad en Tobago · Tsjaad · Tsjechië · Tunesië · Turkije · Turkmenistan · Tuvalu · Uruguay · Vanuatu · Venezuela · Verenigde Arabische Emiraten · Verenigde Staten · Vietnam · Wit-Rusland · Zambia · Zimbabwe · Zuid-Afrika · Zuid-Korea · Zweden · Zwitserland · Onafhankelijke atleten